# Hafnij
Hafnij je sijoča, srebrna, gnetljiva kovina, odporna proti koroziji, kemično podobna cirkoniju – zaradi enakega števila valentnih elektronov, ki so v isti skupini, pa tudi zaradi relativističnih učinkov; pričakovani porast atomskega polmera pri prehodu s periode 5 na 6 skoraj natančno izniči lantanidno kontrakcijo. Hafnij se iz svoje alfa oblike, heksagonalne telesno centrirane rešetke, spreminja v svojo beta obliko, v telesno centrirano kubično mrežo pri 2388 K. Cirkonijeve nečistoče močno vplivajo na fizične lastnosti kovinskih vzorcev hafnija, zlasti lastnosti, saj je ta dva elementa zaradi njunih podobnosti med najteže ločiti. 
Opazna fizična razlika med tema kovinama je njuna gostota: cirkonij ima približno polovico gostote hafnija. Najpomembnejše jedrske lastnosti hafnija sta njegov visok presek za termalne nevtrone  nevtronov in dejstvo, da jedra več različnih izotopov hafnija zlahka absorbirajo dva in več nevtronov. V nasprotju s tem je cirkonij praktično prozoren za termične nevtrone in se pogosto uporablja za kovinske sestavne dele jedrskih reaktorjev – zlasti za obloge njihovih jedrskih gorivnih palic .

### Najdišča
Za hafnij se ceni, da po masi predstavlja približno 5,8 dnm zgornje zemeljske skorje. Na Zemlji ne obstaja kot prosti element, najdemo pa ga v trdni raztopini s cirkonijem v naravnih cirkonijevih spojinah, kot je cirkon, ZrSiO4, ki ima običajno približno 1–4% Zr, nadomeščenega s Hf. Redko se razmerje Hf in Zr med kristalizacijo poveča v izostrukturni (Hf,Zr)SiO4, z atomskim Hf > Zr. Zastarelo ime za vrsto cirkona z neobičajno visoko vsebnost Hf je alvit . 
Glavni vir rude cirkona (in s tem hafnija) so nahajališča težkih mineralnih peskov, pegmatiti, zlasti v Braziliji in Malaviju, in vdori karbonatitov, zlasti polimetalno nahajališče Crown v Mount Weldu v Zahodni Avstraliji. Možni vir hafnija so trahitni tufi, ki vsebujejo redke Zr in Hf silikate eudialit ali armstrongit. Najti jih je v Dubbu v Novem Južnem Walesu v Avstraliji.
Zaloge hafnija po ocenah enega vira zadoščajo za manj kot 10 let, če se svetovno prebivalstvo poveča in povpraševanje naraste.

## Proizvodnja
V rudnikih težkih mineralnih peskov sta rudi titana ilmenit in rutil vir za večino pridobljenega cirkonija in s tem tudi večino hafnija.
Cirkonij je dobra kovinska obloga za jedrske gorivne palice z zaželenimi lastnostmi zelo majhnega preseka zajema nevtronov in dobro kemijsko stabilnostjo pri visokih temperaturah. Zaradi lastnosti hafnija, da absorbira nevtrone, pa bi zaradi nečistoč hafnija cirkonij bil lahko neuporaben  v jedrskih reaktorjih. Tako je za uporabo v jedrski energiji treba skoraj popolnoma ločiti hafnij od cirkonija. Proizvodnja cirkonija brez hafnija je glavni vir hafnija.